# Tracholena sulfurosa
Tracholena sulfurosa là một loài bướm đêm thuộc họ Tortricidae. Loài này có ở Úc, bao gồm the Lãnh thổ Thủ đô Úc, Tasmania, Queensland và New South Wales.
Sải cánh dài khoảng 10 mm.
Ấu trùng ăn various conifers, bao gồm Callitris.